# Minnesota Vikings 1964
La stagione NFL 1964 fu la 4ª per i Minnesota Vikings nella Lega.

## Scelte nel Draft 1964
| Draft NFL 1964   |                  |                  |                                     |                                     |                                     |                                     |
| Ordine del Draft | Ordine del Draft | Ordine del Draft | Giocatore                           | Ruolo                               | College                             | Note                                |
| Giro             | Scelta           | Generale         | Giocatore                           | Ruolo                               | College                             | Note                                |
| 1                | 6                | 6                | Carl Eller                          | Defensive end                       | Minnesota                           |                                     |
| 2                | 5                | 19               | Hal Bedsole                         | Wide Receiver                       | USC                                 |                                     |
| 3                | 6                | 34               | George Rose                         | Running back                        | Auburn                              |                                     |
| 4                | 5                | 47               | Scambiata con i Chicago Bears[a]    | Scambiata con i Chicago Bears[a]    | Scambiata con i Chicago Bears[a]    | Scambiata con i Chicago Bears[a]    |
| 4                | 11               | 53               | Tom Keating                         | Defensive tackle                    | Michigan                            | dai Giants[b]                       |
| 5                | 6                | 62               | John Kirby                          | Linebacker                          | Nebraska                            |                                     |
| 6                | 5                | 75               | Bob Lacey                           | Wide receiver                       | North Carolina                      |                                     |
| 7                | 6                | 90               | Wes Bryant                          | Defensive tackle                    | Arkansas                            |                                     |
| 8                | 5                | 103              | Bill McWatters                      | Fullback                            | North Texas State                   |                                     |
| 9                | 6                | 118              | Darrell Lester                      | Fullback                            | McNeese State                       |                                     |
| 10               | 5                | 131              | Scambiata con i Los Angeles Rams[c] | Scambiata con i Los Angeles Rams[c] | Scambiata con i Los Angeles Rams[c] | Scambiata con i Los Angeles Rams[c] |
| 11               | 6                | 146              | H.O. Estes                          | Guardia                             | East Central State                  |                                     |
| 12               | 5                | 159              | Sandy Sands                         | Wide receiver                       | Texas                               |                                     |
| 13               | 6                | 174              | Russ Vollmer                        | Running back                        | Memphis State                       |                                     |
| 14               | 5                | 187              | Tom Michel                          | Running back                        | East Carolina                       |                                     |
| 15               | 6                | 202              | Monte Kiffin                        | Defensive tackle                    | Nebraska                            |                                     |
| 16               | 5                | 215              | Carlton Oats                        | Wide receiver                       | Florida A&M                         |                                     |
| 17               | 6                | 230              | Jerry McClurg                       | Wide receiver                       | Colorado                            |                                     |
| 18               | 5                | 243              | Carl Robinson                       | Defensive tackle                    | Prairie View A&M                    |                                     |
| 19               | 6                | 258              | Dick Schott                         | Wide receiver                       | Louisville                          |                                     |
| 20               | 5                | 271              | Milt Sunde                          | Offensive tackle                    | Minnesota                           |                                     |

Note:
- [a] I Vikings scambiarono la loro scelta nel 4º giro (47ª assoluta) con i Bears in cambio dei RB Bill Brown.
- [b] I Vikings scambiarono la loro scelta nel 4º giro (53ª assoluta) e la loro scelta nel 2º giro (15ª assoluta) al Draft NFL 1965 con i Giants in cambio del RB Hugh McElhenny.
- [c] I Vikings scambiarono la loro scelta nel 10º giro (131ª assoluta) con i Giants in cambio del RB Tommy Wilson.

## Partite

### Stagione regolare
| Calendario |              |                       |           |                               |            |        |
| Settimana  | Data         | Avversario            | Risultato | Stadio                        | Spettatori | Record |
| 1          | 13 settembre | Baltimore Colts       | V 34-24   | Metropolitan Stadium          | 35.563     | 1-0    |
| 2          | 20 settembre | Chicago Bears         | P 28-7    | Metropolitan Stadium          | 41.387     | 1-1    |
| 3          | 27 settembre | @ Los Angeles Rams    | P 22-13   | Los Angeles Memorial Coliseum | 50.009     | 1-2    |
| 4          | 4 ottobre    | @ Green Bay Packers   | V 24-23   | City Stadium                  | 42.327     | 2-2    |
| 5          | 11 ottobre   | Detroit Lions         | P 24-20   | Metropolitan Stadium          | 40.840     | 2-3    |
| 6          | 18 ottobre   | Pittsburgh Steelers   | V 30-10   | Metropolitan Stadium          | 39.873     | 3-3    |
| 7          | 25 ottobre   | @ San Francisco 49ers | V 27-22   | Kezar Stadium                 | 31.845     | 4-3    |
| 8          | 1º novembre  | Green Bay Packers     | P 42-13   | Metropolitan Stadium          | 44.278     | 4-4    |
| 9          | 8 novembre   | San Francisco 49ers   | V 24-7    | Metropolitan Stadium          | 40.408     | 5-4    |
| 10         | 15 novembre  | Baltimore Colts       | P 17-14   | Memorial Stadium              | 60.213     | 5-5    |
| 11         | 22 novembre  | Detroit Lions         | N 23-23   | Tiger Stadium                 | 48.291     | 5-5-1  |
| 12         | 29 novembre  | @ Los Angeles Rams    | V 34-13   | Metropolitan Stadium          | 31.677     | 6-5-1  |
| 13         | 6 dicembre   | @ New York Giants     | V 30-21   | Yankee Stadium                | 62.802     | 7-5-1  |
| 14         | 13 dicembre  | @ Chicago Bears       | V 41-14   | Wrigley Field                 | 46.486     | 8-5-1  |

| Classifica finale della NFL Western Division 1964                                                                        | Classifica finale della NFL Western Division 1964 | Classifica finale della NFL Western Division 1964 | Classifica finale della NFL Western Division 1964 | Classifica finale della NFL Western Division 1964 | Classifica finale della NFL Western Division 1964 | Classifica finale della NFL Western Division 1964 | Classifica finale della NFL Western Division 1964 |
| | V                                                 | P                                                 | N                                                 | PCT                                               | PR                                                | PS                                                | STK                                               |
| --- | ------------------------------------------------- | ------------------------------------------------- | ------------------------------------------------- | ------------------------------------------------- | ------------------------------------------------- | ------------------------------------------------- | ------------------------------------------------- |
| Baltimore Colts | 12                                                | 2                                                 | 0                                                 | .857                                              | 428                                               | 225                                               | V-1                                               |
| Green Bay Packers | 8                                                 | 5                                                 | 1                                                 | .615                                              | 342                                               | 245                                               | N-1                                               |
| Minnesota Vikings | 8                                                 | 5                                                 | 1                                                 | .615                                              | 355                                               | 296                                               | V-3                                               |
| Detroit Lions | 7                                                 | 5                                                 | 2                                                 | .583                                              | 280                                               | 260                                               | V-2                                               |
| Los Angeles Rams | 5                                                 | 7                                                 | 2                                                 | .417                                              | 283                                               | 339                                               | N-1                                               |
| Chicago Bears | 5                                                 | 9                                                 | 0                                                 | .357                                              | 260                                               | 379                                               | P-2                                               |
| San Francisco 49ers | 4                                                 | 10                                                | 0                                                 | .286                                              | 236                                               | 330                                               | P-1                                               |
| Legenda: V = Vittorie, P = Sconfitte, N = Pareggi, PCT= Percentuale di vittoria, PR= Punti realizzati, PS = Punti Subiti |                                                   |                                                   |                                                   |                                                   |                                                   |                                                   |                                                   |